# Theodor von Uechtritz
Alexander Theodor von Uechtritz (* 10. März 1809 in Dresden; † 27. Februar 1889 in Dresden) war ein preußischer Generalleutnant und Vertreter des Generalinspekteurs der Artillerie.

## Leben

### Herkunft
Theodor war ein Sohn von Joseph von Uechtritz (1768–1837) und dessen Ehefrau Charlotte, geborene Ernst (1776–1847). Sein Vater war Landesältester des Kreises Lauban, Herr auf Heidersdorf (ebd.) und am 25. November 1800 in das Reichsadelsstand erhoben. Der Dichter Friedrich von Uechtritz (1800–1875) war sein Bruder.

### Werdegang
Uechtritz besuchte das Berliner Kadettenhaus und wurde anschließend am 25. Juli 1828 als Sekondeleutnant der Garde-Artillerie-Brigade der Preußischen Armee aggregiert. Zur weiteren Ausbildung absolvierte er 1828/30 die Vereinigte Artillerie- und Ingenieurschule, wurde im Anschluss zum Artillerieoffizier ernannt und einrangiert. Ende Dezember 1837 folgte seine Kommandierung als Adjutant der 2. Artillerie-Inspektion und am 9. Mai 1839 avancierte er zum Premierleutnant. Am 17. März 1843 wurde Uechtritz in die Adjutantur versetzt und am 28. Dezember 1844 zum Hauptmann befördert. Am 18. Dezember 1847 wurde er Adjutant bei der Generalinspektion der Artillerie. Am 10. Oktober 1850 wurde er zum Major befördert. Dann kam er am 27. Juni 1854 als Abteilungskommandeur in das 6. Artillerie-Regiment. Dort wurde er am 15. Oktober 1856 zum Oberstleutnant befördert und am 30. April 1857 als Kommandeur in das Garde-Artillerie-Regiment versetzt und fungierte zudem ab Juli 1857 als Mitglied der Prüfungskommission für Premierleutnants der Artillerie. Uechtritz stieg Ende Mai 1859 zum Oberst auf. Am 16. August 1860 bekam er das Komturkreuz I. Klasse des Ordens Heinrich des Löwen, am 28. August 1860 das Kommandeurskreuz II. Klasse des Guelphen-Ordens, 21. Oktober 1860 das Komturkreuz I. Klasse des Ordens der Württembergischen Krone, den Albrechts-Orden und bereits am 28. September 1860 das Komturkreuz II. Klasse mit Schwertern des Verdienstordens Philipps des Großmütigen, am 10. November 1860 das Ehrenkomturkreuz des Oldenburgischen Haus- und Verdienst-Ordens. Im Jahr darauf bekam er auch noch am 7. Februar 1861 das Ritterkreuz II. Klasse des Ordens der Eisernen Krone, am 11. April 1861 das Komturkreuz des Verdienstordens der Bayerischen Krone, am 9. September 1861 das Kommandeurkreuz II. Klasse des Militär- und Zivil-Verdienstordens Adolfs von Nassau.
Unter Stellung à la suite seines Regiments wurde Uechtritz am 18. Oktober 1861 zum Kommandanten der Festung Rastatt ernannt
, Mitte März 1863 zum Generalmajor befördert. Daran schloss sich ab dem 5. April 1864 eine Verwendung als Inspekteur der 4. Artillerie-Inspektion in Koblenz an. In dieser Eigenschaft erhielt er am 13. Mai 1864 das Kommandeurkreuz I. Klasse des Ordens vom Zähringer Löwen. Am 24. Mai 1866 beauftragte man ihn mit der Wahrnehmung der Geschäfte als Kommandant von Koblenz und Ehrenbreitstein. Er erhielt am 8. Juni 1866 seine Beförderung zum Generalleutnant, wurde am 15. Juni 1866 von seinem Verhältnis entbunden und am 7. Juli 1866 mit der Vertretung des Generalinspekteurs der Artillerie beauftragt. Am 10. September 1867 bekam er den Mecidiye-Orden I. Klasse. Unter Verleihung des Roten Adlerordens I. Klasse mit Eichenlaub wurde Uechtritz am 4. Mai 1869 mit Pension zur Disposition gestellt. Er starb am 27. Februar 1889 in Dresden.

### Familie
Uechtritz heiratete am 22. August 1838 in Broslawitz (Kreis Tarnowitz) Brunislawa Gräfin von Strachwitz (1817–1886) aus dem Haus Groß-Zauche und Comminetz. Das Paar hatte mehrere Kinder:
- Alexandrine (*/† 1841)
- Eva Klara Pauline Asta (* 1846)

⚭ 1863 (geschieden 1870) Karl Ludwig von Sztankovics (1836–1909), Feldmarschall-Leutnant
⚭ 1871 Paul von Zglinicki (1830–1911), preußischer General der Artillerie
- Wanda (* 1847) ⚭ 1873 Karl Julius von Hochwächter (* 1845), Oberst[3]
- Olga (* 1852)

⚭ 1877 Adolf von Wellmann († 1889), preußischer Rittmeister a. D.
⚭ 1891 Wilhelm von Otterstedt, preußischer Hauptmann a. D.
- Arthur (* 1854), preußischer Hauptmann ⚭ 1896 Amalie von Hundelshausen (* 20. August 1867) geschieden von Oskar Eckels[4]